# Siemens-testcentrum Wegberg-Wildenrath
Het Siemens-testcentrum Wegberg-Wildenrath is een testfaciliteit voor spoorwegmaterieel in de stad Wegberg, Kreis Heinsberg in de Duitse deelstaat Noordrijn-Westfalen. Het testcentrum werd in 1997 door Siemens Transportation Systems in gebruik genomen.

## Geschiedenis

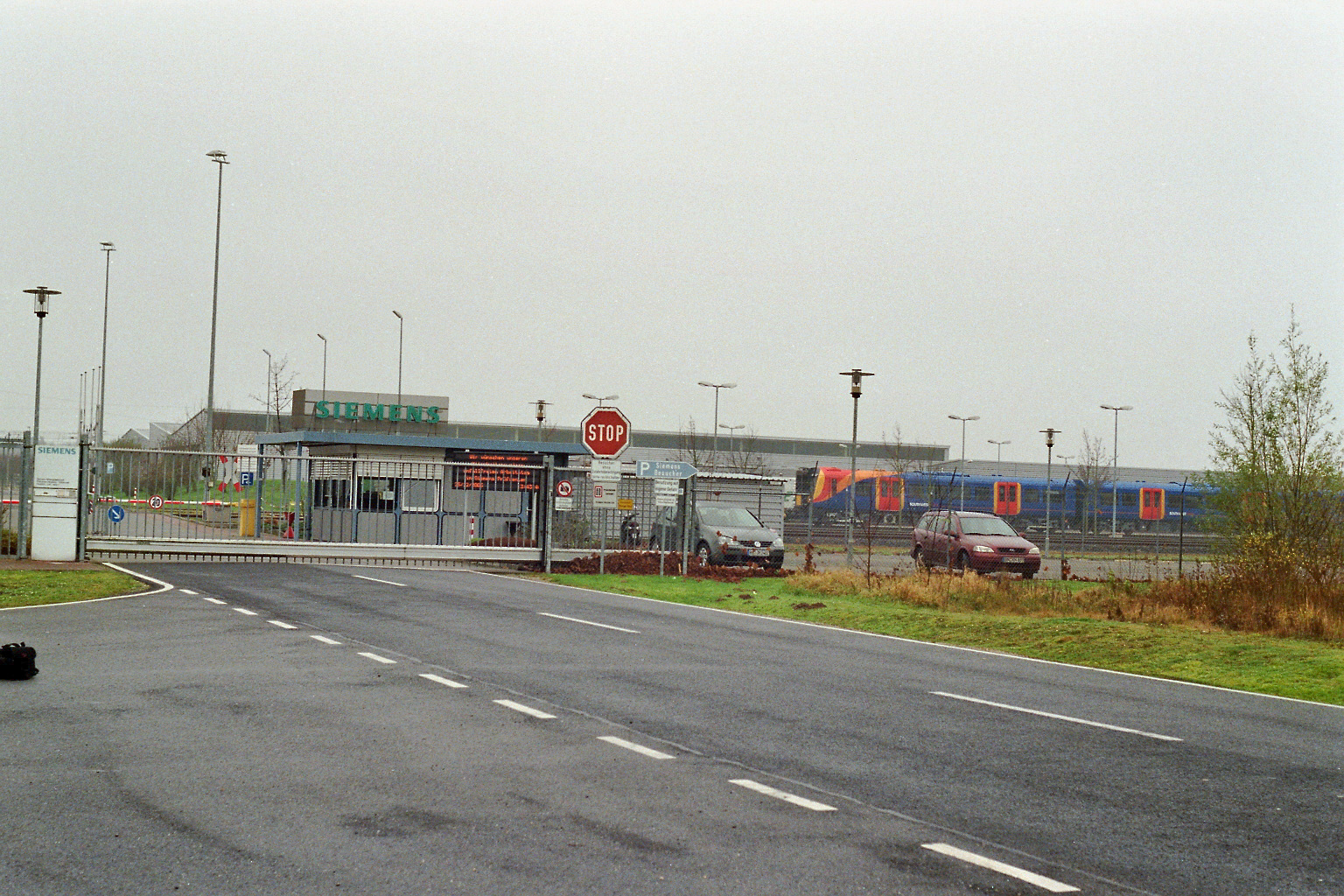
Ingang van het testcentrum (rechts: Desiro Class 450)

Tussen 1952 en 1992 was dit terrein bij Royal Air Force in gebruik als militaire basis.
Rail Systems, voorheen bekend als Siemens Mobility en daarvoor als Siemens Transportation Systems, gebruikt dit testcentrum met het doel onder de meest voorkomende omstandigheden hun railvoertuigen te testen. Ook worden er langdurige proeven gehouden om te zien hoe het voertuig er over een aantal jaren uit zal zien. Zowel Bombardier als Alstom maken gebruik van deze faciliteiten. West-Gleis GmbH (WGG) is eigenaar van het spoor tussen het testcentrum en de spoorlijn Rheydt - Dalheim. WGG is een dochteronderneming van WestVerkehr, de vervoersmaatschappij van de Kreis Heinsberg. Dit spoor is verpacht aan Siemens.

## Trajecten
De testbaan is ingericht met twee testringen en drie testsporen uitgevoerd met normaalspoor en een kleine testring uitgevoerd met een spoorbreedte van 1000 millimeter.
- De grote ring heeft een lengte van 6,083 kilometer en een straal van 700 meter. De ring mag tot 160 km/h bereden worden. Treinstellen die uitgerust zijn met kanteltechniek mogen op deze testring tot 160 km/h rijden. Deze testring is voorzien van een bovenleiding en een stroomrail. Om het materieel aan en af te voeren is een klapbrug over de testring aangelegd.
- De kleine ring met een lengte van 2,5 kilometer heeft een straal van 300 meter en mag tot 100 km/h bereden worden.
- Verder is er een 1,4 kilometer lang recht spoor waar een snelheid tot 80 km/h kan worden bereikt.
- Speciaal voor het testen van het bochtgedrag van een tram was een testspoor aangelegd met een lengte van 553 meter en bochten met een straal van 50/25/15 meter, dit verdween na een nieuwe uitbreiding.
- Het vijfde testspoor heeft een lengte van 410 meter en een helling tussen 40 ‰ en 70 ‰. Een helling groter dan 25 ‰ wordt als steil aangemerkt. Dit spoor wordt ook gebruikt bij het uitvoeren van crashtesten.

Behalve de buitenste testring is een aantal sporen voorzien van een derde rail met een spoorwijdte van 1000 millimeter.
De testringen zijn onder meer van de volgende beveiligingssystemen voorzien:
- PZB
- ERTMS

## Elektrische tractie
Het traject werd door Siemens geëlektrificeerd met een spanning van:
- 15.000 V 16 2/3 Hz wisselspanning
- 25.000 V 50 Hz wisselspanning
- 12.000 V 25 Hz wisselspanning
- 25.000 V 60 Hz wisselspanning
- 400/2000 V gelijkspanning
- 2000/4000 V gelijkspanning.

De buitenring en het aansluitspoor zijn ook voorzien van een stroomrail. Deze kan voorzien worden van een spanning van:
- 750 V gelijkspanning
- 400/2000 V gelijkspanning.

### Ongeval
Door een ongeval tijdens het rangeren werden twee locomotieven van de Schweizerische Bundesbahnen (SBB) van het type Re 474 zwaar beschadigd.

## Foto's

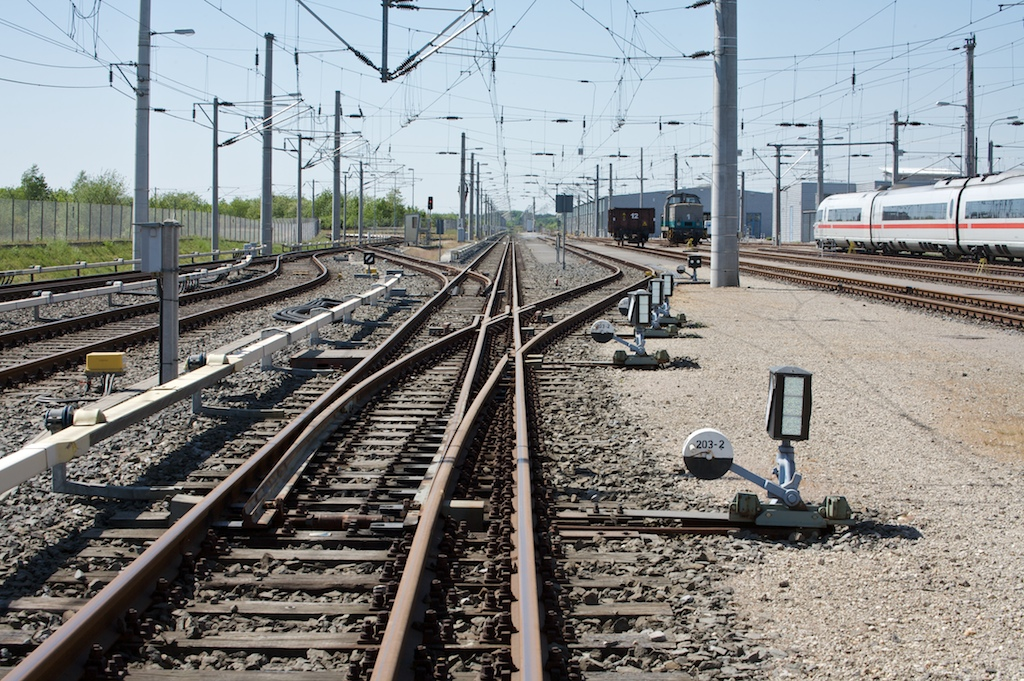
Opstelsporen met derde rail voor 1000 mm
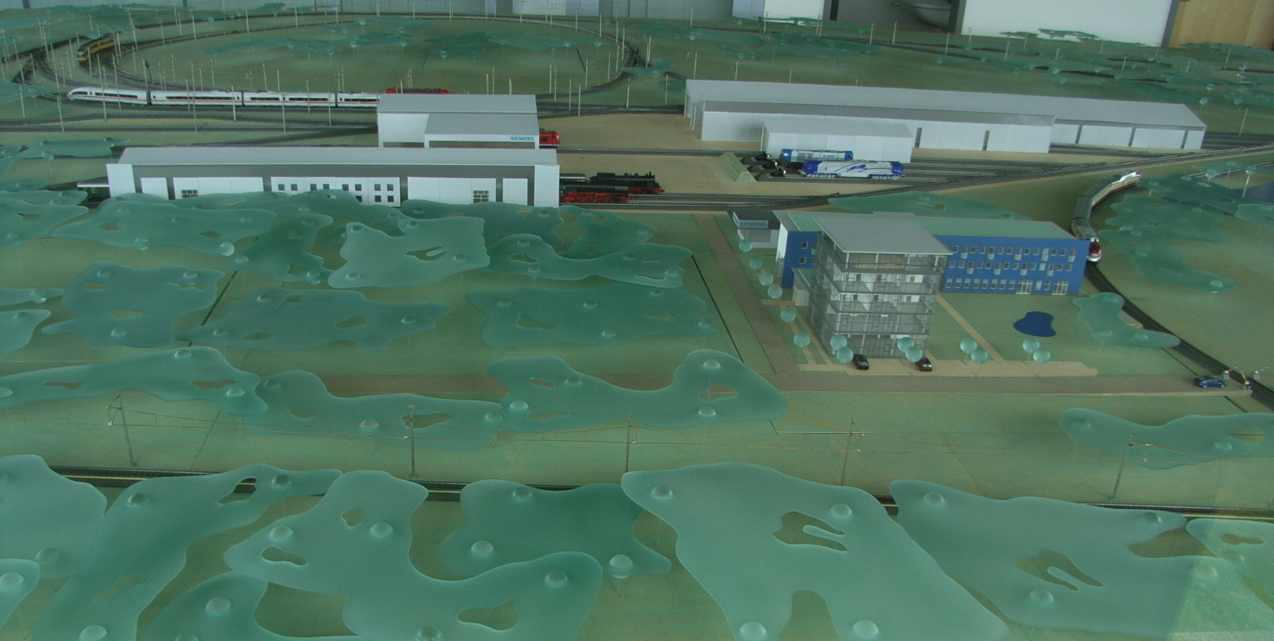
Maquette Siemens-testcentrum Wegberg-Wildenrath
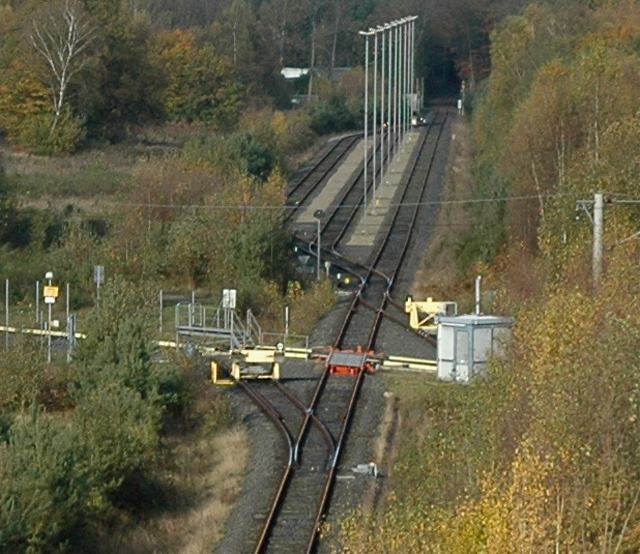
De aanvoerspoorlijn en opstelsporen kruisen hier de grote ring
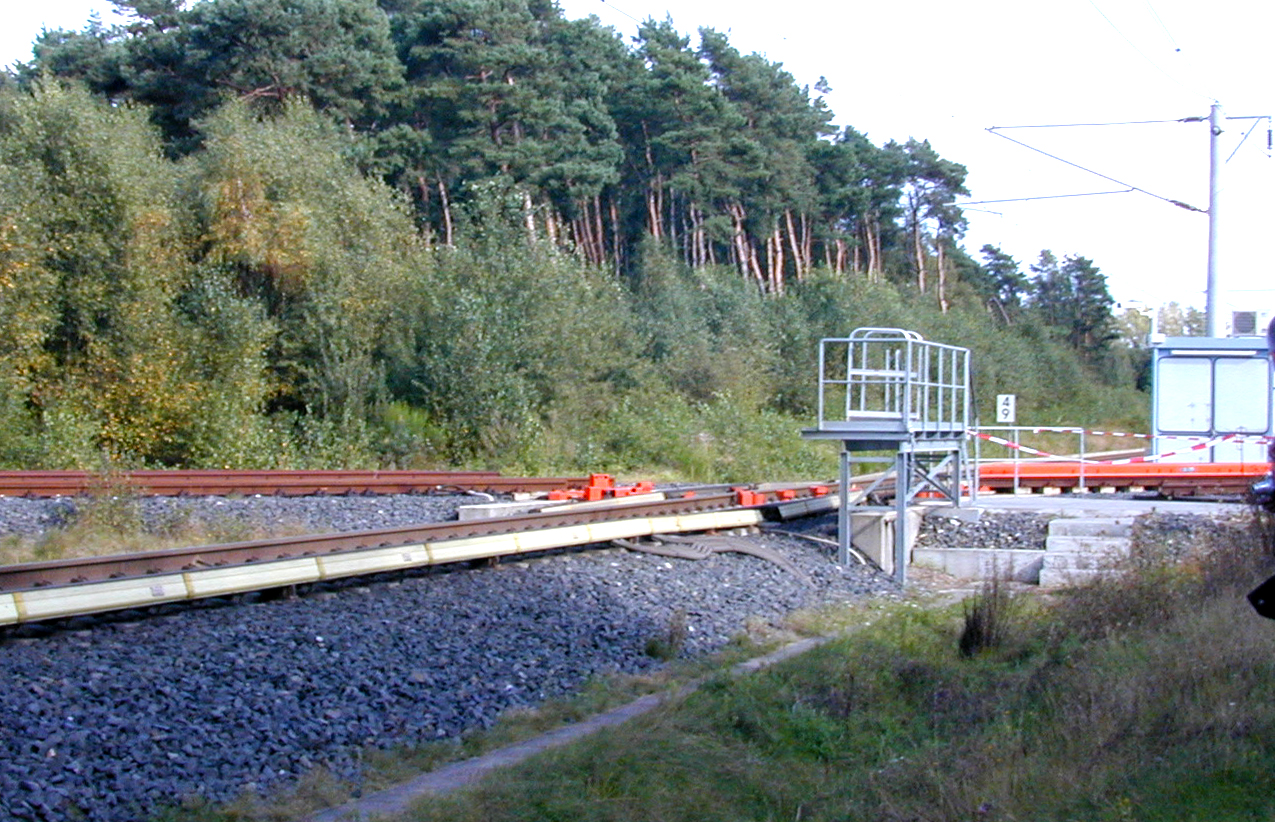
Hier is de kruising (oranje delen zijn van de verschuifbare brug) in de grote testring met bovenleiding en derde stroomrail.